# Dagobert Schwabach
Dagobert Schwabach (* 6. Mai 1846 in Sondershausen; † 27. Februar 1920 in Berlin) war ein deutscher Otologe.

## Leben
Schwabach studierte in Berlin und Würzburg, wo er 1870 promovierte. Dort in Würzburg war er unter Anton Friedrich von Tröltsch tätig. Ab dem Jahre 1872 praktizierte er als Spezialarzt für Ohrenkrankheiten in Berlin. Nach seinem Examen arbeitete Schwabach zunächst unter August Lucae in Berlin.
1873 gründete er zusammen mit dem Neurologen Albert Eulenburg und einigen anderen Ärzten die Berliner Allgemeine Poliklinik, deren Ohrenabteilung er von 1873 bis 1903 vorstand. Er war ferner Mitbegründer der Deutschen Otologischen Gesellschaft, in deren Vorstande er seit dem Jahre 1900 tätig war und deren Vorsitzender er 1910 wurde. Er gehörte zu den Mitbegründern und 2. Vorsitzenden der Berliner Otologischen Gesellschaft, zu dessen Ehrenmitglied man ihn nach Niederlegung seines Amtes als Vorsitzender ernannte.  Er trug den Titel Geheimer Sanitätsrat.

## Schwabach-Test
Der nach ihm benannte Schwabach-Test ist ein Hörtest (1885). Er wird mit einer Stimmgabel durchgeführt, indem man zuerst und solange den Stiel der vibrierenden Stimmgabeln auf den Warzenfortsatz des Patienten setzt, bis dieser nichts mehr wahrnimmt. Sodann setzt der Untersucher sich die Stimmgabel unverzüglich auf sein eigenes Mastoid. Dann wird der Test in umgekehrter Reihenfolge wiederholt. Voraussetzung ist, dass die untersuchende Person normalhörig ist. Hört der Patient jetzt den Ton länger als der Arzt, „positiver Schwabach“, spricht das für eine Schallleitungsschwerhörigkeit. Wenn der Prüfer mehr hört als der Patient, gibt dies einen Hinweis auf eine Innenohrschwerhörigkeit des Patienten an. Der Schwabach-Test vergleicht die Knochenleitung des Untersuchers mit der des Patienten.
Der Schwabach-Test oder auch -Versuch ist insofern obsolet, da bei Verdacht auf eine Innenohrschwerhörigkeit ein Audiogramm notwendig wird. Insofern haben die audiologischen Stimmgabelteste lediglich orientierenden Charakter.

## Schriften (Auswahl)
- Ueber Kiemenfisteln am äusseren Ohr. (Z. f. Ohrenheilkunde, VIII)
- Ueber Ohrenkrankheiten bei Diabetes mellitus. (DMW 1885)
- Ueber den Werth des Rinne'schen Versuchs für die Diagnostik der Gehörkrankheiten. (Z. f. Ohrenheilkunde, XIV)
- Zur Entwicklung der Rachentonsille. (Sitzungsber. der kgl. Akad. der Wiss. 1888 u. A. f. m. Anat. XXXII)
- Ueber Hörprüfung und einheitliche Bezeichnung der Hörfähigkeit. (mit A. Magnus A. f. Ohrenheilkunde, XXXI)
- Ueber Erkrankungen des Gehörorgans bei Leukaemie. (Z. f. Ohrenheilkunde, XXXI)
- Ueber die Erkrankungen des Gehörorgans bei perniciöser Anaemie. (Z. f. Ohrenheilkunde, XXXV)
- Ueber die Bursa pharyngea. (A. f. m. A., XXIX)
- Ueber den Verlauf eitriger Mittelohrentzündung bei Tuberkulösen unter der Behandlung mit Tuberkulin. (DMW 1891)
- Ueber Tuberkulose des Mittelohres. (B. Kl. 1897, Heft 114)
- Beitrag zur Anatomie der Taubstummheit. J.F. Bergmann, 1907
- Beiträge zu Albert Eulenburgs Real-Encyclopädie der gesammten Heilkunde. Erste Auflage.
  - Band 5 (1881) (Digitalisat), S. 634: Gehörgang
  - Band 6 (1881) (Digitalisat), S. 567–574: Hörprüfung; S. 574–576: Hörrohre
  - Band 10 (1882) (Digitalisat), S. 78–84: Ohrmuschel; S. 84–89: Ohrpolypen; S. 256–257: Otalgie; S. 257–267: Otorrhoe
  - Band 13 (1883) (Digitalisat), S. 432–447: Taubstummenstatistik; S. 447–463: Taubstummheit
  - Band 14 (1883) (Digitalisat), S. 596–604: Warzentheil